# Crèdit de síntesi
El crèdit de Síntesi és un conjunt d'activitats didàctiques agrupades sota un tema que recull continguts i procediments de diverses matèries. Es va crear amb la implantació de l'ESO - Educació Secundària Obligatòria - a principis dels anys 90 del segle passat. La seva durada és d'un setmana escolar i s'aplica als cursos de 1r, 2n i 3r d'ESO. Hi ha diversos temes que són clàssics: estudi de la ciutat, el medi natural... però també dona possibilitats a l'equip de professorat de muntar un crèdit més creatiu, en el que es tingui en compte l'alumnat com a protagonista del seu aprenentatge, a través d' activitats que normalment no es porten a terme a l'aula.